# Besanstagsegel

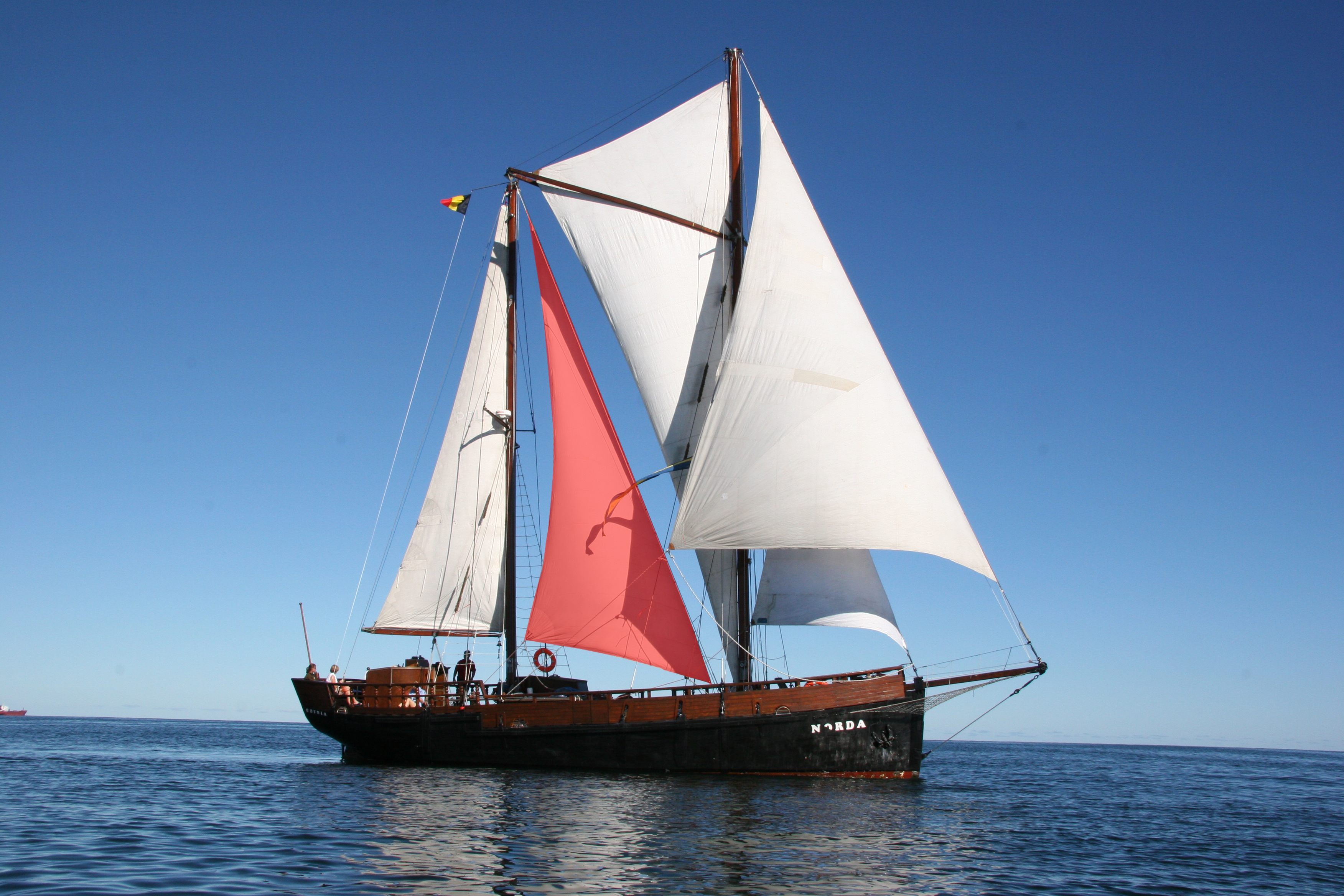
Besanstagsegel (rot) auf einem Zweimaster

Besanstagsegel (rot) auf einem Dreimaster

Das Besanstagsegel, auch Besa(h)nstagsegel  (früher auch Aap), ist ein kleines Stagsegel auf Segelschiffen. Der Kopf ist am Top des Besanmastes und das Vorliek am Vorstag des Besanmasts angeschlagen (befestigt). Auf Hochseeyachten, z. B. auf einer Yawl, wird der Hals des Besanstagsegels mit losem Vorliek an Deck in Luv in Höhe des Achterwants des Vormastes gefahren. Die Schot des Segels wird meistens über die Besanbaumnock geführt.